# Colin Ferguson
Pour les articles homonymes, voir Ferguson.
Colin Ferguson, né le 22 juillet 1972 à Montréal (Canada), est un acteur canadien.
Il était membre du groupe d'improvisation On the Spot à Montréal. Il est crédité dans de nombreuses séries télévisées, et est connu pour son rôle de "Marshal", ou plutôt comme Shérif Jack Carter, dans la série Eureka, diffusée sur Syfy.
Bien que né au Canada et donc citoyen canadien, il est aussi citoyen du Royaume-Uni et a été naturalisé citoyen américain.

## Filmographie

### Séries télévisées
| Année       | Titre                                                    | Saison et épisodes                 | Rôle                                  | Notes                 |
| ----------- | -------------------------------------------------------- | ---------------------------------- | ------------------------------------- | --------------------- |
| depuis 2022 | L'Été où je suis devenue jolie                           | Saison 1-2                         | John Conklin                          |                       |
| 2015        | Retour à Cedar Cove                                      | Saison 3                           | Paul Watson                           |                       |
| 2014        | The Vampire Diaries                                      | Saison 6                           | Thomas Vincent Fell alias Tripp Cooke |                       |
| 2013- 2015  | Les Mystères de Haven                                    | Saison 4-5                         | William                               | VF : Philippe Vincent |
| 2012        | Les Portes du temps : Un nouveau monde                   | Saison 1, épisode 9                | Howard Kanan                          |                       |
| 2008        | Les Traqueurs de fantômes                                | Saison 4, épisode 22               | lui-même                              |                       |
| 2008        | Fear Itself                                              | Saison 1 épisode 3                 | Dennis Mahoney                        |                       |
| 2007        | Les Experts : Miami                                      | Saison 5, épisode 18               | Dominic Whitford / Greg Ramsey        |                       |
| 2006-2012   | Eureka                                                   | Saison 1-5                         | Jack Carter                           | VF : Philippe Vincent |
| 2005        | Girlfriends                                              | Saison 6, épisode 7                | Eric Stone                            |                       |
| 2003        | Coupling U.S.                                            | Saison 1                           | Patrick Maitland                      |                       |
| 2001        | Au-delà du réel : L'aventure continue                    | Saison 7, épisode 13 : Free Spirit | David                                 |                       |
| 2001        | Malcolm                                                  | Saison 3, épisode 4                | Adjoint Brock                         |                       |
| 1998        | Les Chroniques de San Francisco (More Tales of the City) | Saison 2                           | Burke                                 |                       |
| 1997        | Les Prédateurs                                           | Saison 1, épisode 5                | Peter Garson                          |                       |

### Films
| Année | Titre                                   | Rôle               |
| ----- | --------------------------------------- | ------------------ |
| 2019  | Un Noël dans le Montana                 | Travis Carson      |
| 2017  | Sea change                              |                    |
| 2016  | Vérités cachées : La princesse disparue | Macintyre Sullivan |
| 2010  | Lake Placid 3                           | Nathan Bickerman   |
| 2008  | The House Next Door                     |                    |
| 2007  | Because I Said So                       | Dereck Decker      |
| 2006  | Playing House                           | Michael Tate'      |
| 2005  | Mom at Sixteen                          | Bob Cooper         |
| 2005  | Confessions D'une Adorable Emmerdeuse   | Oscar              |
| 1998  | Sexe et autres complications            | Tom De Lury        |
| 1996  | Rowing Through                          | Tiff Wood          |

### Réalisations
- 2010 : Triassic Attack (en)